# روگوژنو (استان کویافسکو-پومورسکی)
روگوژنو (به لهستانی:  Rogóźno) یک روستا در لهستان است که در گمینا روگوژنو واقع شده‌است. روگوژنو ۹۶۰ نفر جمعیت دارد.